# 上松山町
上松山町（かみまつやまちょう）は、愛知県瀬戸市水南連区の町名。現行行政地名は上松山町1丁目と2丁目。

## 地理
- 瀬戸市の西部に位置する[8]。西を北松山町、北を小田妻町・上本町、東を上水野町・上陣屋町、南を東松山町と隣接している[8]。
- 北部は市民公園があり、南部は標高120m〜140mの丘陵を開発した新興住宅地[8]。

### 河川
- 松山川（孫田川支流） ： 町の南東部から南部にかけて南流している。

- 松山川（上松山町内）

### 学区
市立小・中学校に通う場合、学区は以下の通りとなる。また、公立高等学校普通科に通う場合の学区は以下の通りとなる。
| 町丁・丁目    | 番・番地等 | 小学校             | 中学校             | 高等学校 |
| ------------- | ---------- | ------------------ | ------------------ | -------- |
| 上松山町1丁目 | 全域       | 瀬戸市立水南小学校 | 瀬戸市立南山中学校 | 尾張学区 |
| 上松山町2丁目 | 全域       | 瀬戸市立水南小学校 | 瀬戸市立南山中学校 | 尾張学区 |

## 歴史

### 町名の由来
旧西松山町が発展してきたため、この町を3分割することになり、東側にあたるこの地は国鉄バスの停留所「上松山」があったため、これを採って上松山町と名付けられた。

### 沿革
- 1984年（昭和59年）5月1日 - 瀬戸市西松山町・小田妻町2丁目・上本町の各一部[注釈 3]により、同市上松山町1丁目と2丁目が成立[2]。

## 世帯数と人口
2024年（令和6年）1月1日現在の世帯数と人口は以下の通りである。
| 町丁          | 世帯数  | 人口  |
| ------------- | ------- | ----- |
| 上松山町1丁目 | 206世帯 | 424人 |
| 上松山町2丁目 | 251世帯 | 575人 |
| 計            | 457世帯 | 999人 |

### 人口の変遷
国勢調査による人口の推移
| 1995年（平成7年）  | 1,115人 | [ 13 ] |  |
| 2000年（平成12年） | 1,035人 | [ 14 ] |  |
| 2005年（平成17年） | 994人   | [ 15 ] |  |
| 2010年（平成22年） | 963人   | [ 16 ] |  |
| 2015年（平成27年） | 918人   | [ 17 ] |  |
| 2020年（令和2年）  | 961人   | [ 18 ] |  |

### 世帯数の変遷
国勢調査による世帯数の推移。
| 1995年（平成7年）  | 332世帯 | [ 13 ] |  |
| 2000年（平成12年） | 354世帯 | [ 14 ] |  |
| 2005年（平成17年） | 354世帯 | [ 15 ] |  |
| 2010年（平成22年） | 371世帯 | [ 16 ] |  |
| 2015年（平成27年） | 347世帯 | [ 17 ] |  |
| 2020年（令和2年）  | 387世帯 | [ 18 ] |  |

## 交通

### 鉄道
町内に鉄道は走っていない。最寄り駅は愛知環状鉄道・愛知環状鉄道線瀬戸市駅になる。

### バス
名鉄バス「水野循環線」
- 【20】【21】【22】【23】陶生病院 - 瀬戸市民公園 - 中水野駅 - 水野団地 - 新瀬戸駅 - 陶生病院 系統 ： 北松山町バス停・瀬戸市民公園バス停（いずれも右回り乗り場）

瀬戸市コミュニティバス「下半田川線」
- 陶生病院 - 中水野駅 - 定光寺公園 - 妻之神 系統 ： 北松山町バス停（陶生病院方面乗り場）

瀬戸市コミュニティバス「曽野線」
- 新瀬戸駅 - 中水野駅 - 曽野 - しなのバスセンター 系統 ： 北松山町バス停（新瀬戸駅方面乗り場）

- 北松山町バス停（名鉄バス）
- 瀬戸市民公園バス停
- 北松山町バス停（コミュニティバス）

### 道路
- 国道155号[8] ： 町の西端、北松山町との町境を南北に通っている。
- 愛知県道208号上半田川名古屋線[8] ： 町の東端部から南端部にかけての町境を南北に通っている。

- 国道155号標識（上松山町内）[注釈 4]
- 愛知県道208号標識（上松山町交差点）

## 施設
- 瀬戸市民公園[8] ： 上本町、小田妻町にまたがって整備されている運動公園。当町内には、南テニスコート・武道館・弓道場・交通児童遊園[注釈 5]がある。
- カフェ＆キッチン ONO Hawaiian ： 日本人向けにアレンジをされた、ハワイのB級グルメやローカルフードが楽しめるカフェ[19]。
- ギャラリー木影 ： 築60年余の民家を改築した小さなギャラリー[20]。ピアノや音響設備があり、作品展示のほかミニコンサートや朗読会などのイベントも開催[20]。
- 上松山町1丁目ちびっこ広場 ： 1丁目の北部にある小さな公園。ブランコとすべり台がある。
- 上松山町2丁目ちびっこ広場 ： 2丁目の南部にある小さな公園。ブランコ・すべり台・鉄棒・登り棒がある。

- 市民公園 南テニスコート
- 市民公園 武道館
- 市民公園 弓道場
- 市民公園 交通児童遊園
- カフェ＆キッチン ONO Hawaiian
- ギャラリー木影
- 上松山町1丁目ちびっこ広場
- 上松山町2丁目ちびっこ広場

## その他

### 日本郵便
- 郵便番号 : 489-0068[6]（集配局：瀬戸郵便局[21]）。